# Binaria (Colectivo)
Binaria es un colectivo de música fundado en México D.F. por 2 músicos que formaron un proyecto de música llamado Encefalisis: David Escamilla (Davidkontra) y Fernando González (Ogo), el colectivo Binaria utiliza un género de la Música Electrónica llamado Electro-dark, música electrónica fusionada con la música dark o ritmos obscuros. El Colectivo está compuesto actualmente por 14 proyectos musicales.

## Historia
En la Ciudad de México, en mayo de 1995, se reunió La Corporación (primera organización independiente de proyectos de música electrónica subterránea). En ella colaboraron los proyectos: Deus ex máquina, Hocico, Cenobita, Ogo, Portent, Soucerx, Kristi Artefáctum, Óxido conkreto, Dulce líquido y Krimenia.
Diferencias estéticas y personales provocaron una ruptura que devino en nuevas organizaciones, entre ellas, Binaria.
Los fundadores son: Fernando González (Ogo) y David Escamilla (Davidkontra).
Desde entonces, esta organización ha presentado a través de eventos, CD, videos y multimedia, el trabajo de un delirante grupo de artistas independientes cuyos principales temas tocados son:
El morbo, el ateísmo, la violencia tecnológica, el terror cósmico, el caos, los estimulantes, la geopolítica, las megaciudades y sus nuevas identidades mestizas.

## Eventos del colectivo
Binaria ha realizado eventos y acoplados de música, cada músico del colectivo lanza su CD con el logotipo de Binaria y con el de la disquera la cual lo distribuye. Estos son algunos de los eventos realizados por el colectivo.
- Primer Encuentro de Arte y Música Electrónica.
- Segundo Encuentro de Arte y Música Electrónica.
- Tercer Encuentro de Arte y Música Electrónica.
- Electro.mx (fue un evento y el nombre de un acoplado).
- Ruido MX: Una especie de movimiento que consistió en hacer conciertos en la República Mexicana y algunos acoplados. Actualmente se planea el Ruido MX 2.

## Proyectos del Colectivo
- Encefalisis.
- Ogo. (Proyecto Alterno de un integrante de Encefalisis)
- Leda.
- Congelada de Uva..
- Tsadhe.
- Radikalibre
- Sociedad Minimalista (Colectivo alterno de binaria el cual sacó un CD virtual en que cada proyecto de binaria realizó una canción especial para el acoplado pero nadie debe saber quien fue el que realizó el tema).
- AinoX
- CS
- Doxa - Hombre No Dividido
- Matadero 5
- Frankspotting.
- Ellen.
- Margara Cervantes
- Aubin.
- Jabrielle
- lafavra.
- Arbo.
- NoizePlayer.
- Yum Cimil.
- Alma Derruida.
- Zoonosis

## Proyectos Antiguos
- 3Quarks.
- El Gran Señor de la Mierda.
- Pneumatik.
- Configuración 02.
- Nihil Obstat.
- Ad Vitam Aeternam.
- Veneno para las Hadas [Radikalibre + Ethel \ 1996 - 2005]
- Portent.
- Vate.

## Discografía
- Interdependencia Volumen 1 y 2 (1998)
- VPH  - Veneno para las Hadas
- Inter3 (1998)
- Electro.mx (1999–2000)
- Binaria 13 (2001)
- Retina luminosa - Ogo
- Ogosis - Ogo